# Покозій Йосип Трохимович
Йо́сип Трохи́мович Поко́зій (27 січня 1925 року — 24 липня 2012 року) — радянський і український ентомолог, фахівець із захисту рослин, професор, зав. кафедри Національного університету біоресурсів і природокористування України. Почесний голова Українського ентомологічного товариства. Учасник Другої світової війни.

## Біографія
Йосип Трохимович народився 27 січня у 1925 році у селі Хотімля Вовчанського району на Харківщині. Він закінчив середню загальноосвітню школу у Чугуїві.
Під час Радянсько-німецької війни опинився на окупованій території. Під час визволення частини Харківщини у березні 1943 року медична комісією визнала його непридатним для служби в армії. Коли виникла загроза повторної окупації, евакуювався до Краснодарського краю. Тут у квітні 1943 р. в Армавірі звернувся до військкомату з проханням узяти в армію. Служив у запасних частинах, а за вересня 1944 року — у діючій Радянській Армії. Він став навідником батальйонного міномета. У боях за Сандомирський плацдарм на Львівщині, брав участь у визволенні Польщі, Чехословаччини, штурмі Берліна й дістав три легких поранення
У 1950 році з відзнакою закінчив Харківський сільськогосподарський інститут імені В. В. Докучаєва. У цьому ж виші він закінчив аспірантуру, захистив кандидатську (1954) і докторську (1965) дисертації, здобув звання доцента (1963), професора (1968) і працював послідовно: асистентом, доцентом, професором, завідувачем кафедри ентомології і зоології, деканом факультету захисту рослин.
З 1976 по 1980 роки завідувач кафедри хімічного захисту рослин Кубанського сільськогосподарського інституту. 
У 1980 році працював на посаді завідувача кафедри загальної ентомології і зоології в Українській сільськогосподарській академії (теперішнього НУБіПУ).
З 1993 по 2012 роки професор кафедри хімічного (пізніше - інтегрованого) захисту рослин НУБіП.
З 2004 року Йосип Трохимович виконуючий обов'язки президента Українського ентомологічного товариства.
У 2012 році професор Йосип Покозій пішов з життя.

## Наукова та науково-педагогічна діяльність
Йосип Трохимович вдосконалював системи захисту плодових садів, ягідників, лісових насаджень, плодорозсадників, пшениці та інших сільськогосподарських культур від тварин-шкідників. Велику увагу він приділяв біологічному захисту рослин. Серед його розробок — п'ять біопрепаратів для захисту садів. За пропозиціями Йосипа Покозія міністерство сільського господарства України створило в НУБіПУ лабораторію сезонного прогнозу розмноження шкідників і врожаю озимої пшениці. Він керував дослідженнями у лабораторії лісового шовку в НУБіПУ.
Йосип Трохимович є автором, співавтором і редактором майже 270 наукових праць, науково-методичних розробок, програм і підручників. У його творчому доробку — 6 авторських свідоцтв і 4 патенти.
Він керував підготовкою 20 кандидатів і 5 докторів наук. Серед його вихованців — академік Я. М. Гвадзало, президент Національної академії аграрних наук України, і член-кореспондент НААН; М. М. Доля — декан факультету захисту рослин, біотехнологій та екології НУБіПУ.
Багато років Йосипа Покозія обирали до керівництва Українського ентомологічного товариства — як його віце-президент (1982—1992), президент (2004—2007), почесний президент (2007—2012).
Бойові й трудові заслуги Йосипа Трохимовича відзначені 12 урядовими нагородами, нагрудним «Знаком Пошани» Мінагрополітики України. У 2008 році Президент України призначив йому державну стипендію. На честь Йосипа Покозія названо новий вид комах із родини їздців-іхневмонід — Pycnoflatsor pokozii (Narolsky et Protzenko, 1993).

## Основні праці
- Вредители молодого дуба лесных полос восточной части Харьковской области: Автореферат дис. … кандидата сельскохозяйственных наук. Харьков: [б. и.], 1953. 19 с.
- Важнейшие листогрызущие и почвообитающие вредители дуба в Придонецкой части Украины и борьба с ними: Автореф. дис. … д-ра биол. наук. Харьков, 1965. 40 с.
- Сельскохозяйственная энтомология: учебник для студентов высших с.х. учебных заведений по спец. «Защита растений». Москва: Колос , 1983. 414 с. [у співавторстві з Б. М. Літвіновим, О. О. Мігуліним, Г. Є. Осмоловським, С. М. Поспєловим].
- Сад і город без хімії. Київ: Урожай, 1991. 87 с. [у співавторстві з В. Г. Яценком, В. І. Мурзою, А. Г. Руднєвим]
- Практикум з зоології: навч. Посібник. Київ: Урожай, 1996. 144 с. [у співавторстві з М. М. Долею.
- Шкідники сільськогосподарських рослин: посіб. для студ. агрон. фак. с.-г. вищих навч. заклад. України ІІІ-V рівнів акредитації. Ніжин: [б. в.], 2004. 356 с. [у співавторстві з В. П. Федоренко, М. В. Круть].
- Фітосанітарний моніторинг: посібник для студ. агроном. спец. вищих закл. аграрної освіти ІІІ-IV рівнів акредитації. Київ: ННЦ ІАЕ, 2004. 294 с. [у співавторстві з М. М. Долею, Р. М. Мамчур].
- Ентомологія: підруч. для підготов. фахівців напряму «Агрономія» у вищ. аграр. навч. закл. ІІ-IV рівнів акредитації. Київ: Фенікс, 2013. 342 с. [у співавторстві з В. П. Федоренко і М. В. Круть].

## Відзнаки та нагороди
- ордени Вітчизняної війни ІІ ступеня;
- орден «За мужність» ІІІ  ступеня;
- медаль «За відвагу»;
- медаль «За перемогу над Німеччиною»;
- медаль «За доблесну працю на ознаменування 100-річчя від дня народження В. І. Леніна»;
- медаль «Відмінник сільського господарства»;
- трудова відзнака Міністерства агрополітики «Знак пошани» (2005);
- почесна грамота Мінсільгоспроду;
- почесна грамота Міністерства освіти і науки України.